# Ђироламо Савонарола
Ђироламо Савонарола (итал. Girolamo Savonarola; Ферара, 21. септембар 1452 — Фиренца, 23. мај 1498) је био италијански доминикански монах, а једно кратко време и владар Фиренце. Познат је по верској реформацији, противренесансном деловању, спаљивању књига. Иако је остао до краја живота католик, понекад се сматра претечом Мартина Лутера. Због сукоба са папом спаљен је као јеретик.
У септембру 1494. године, када је Шарл VIII од Француске напао Италију и запретио Фиренци, изгледало је да су таква пророчанства на ивици испуњења. Док је Савонарола интервенисао код француског краља, Фирентинци су протерали владајуће Медичије и, на фратаров наговор, успоставили „народну“ републику. Изјављујући да ће Фиренца бити Нови Јерусалим, светски центар хришћанства и „богатији, моћнији, славнији него икада“, он покренуо је екстремну пуританску кампању, тражећи активну помоћ фирентинске омладине.
Савонаролини поклоници, Пјањони, одржали су његов циљ републиканске слободе и верске реформе у животу све до следећег века, иако су Медичији — враћени на власт 1512. уз помоћ папства — на крају сломили покрет. Неки протестанти, укључујући самог Мартина Лутера, сматрају да је Савонарола витални претеча реформације.

## Детињство и младост
Савонарола је рођен 21. септембра 1452. у Ферари у породици Никола ди Микела и Елене. Његов отац, Николо, рођен је у Ферари у породици пореклом из Падове; његова мајка Елена је тврдила да потиче из породице Бонакоси из Мантове. Она и Николо су имали седморо деце, од којих је Ђироламо био треће. Његов деда, Мичеле Савонарола, познати и успешни лекар и полимат, надгледао је Ђироламово образовање. Породица је стекла велико богатство од Микелеове медицинске праксе.
Након смрти свог деде 1468. године, Савонарола је вероватно похађао јавну школу коју је водио Батиста Гуарино, син Гварина да Вероне, где се упознао са класицима, као и са поезијом и списима Петрарке, оца ренесансног хуманизма. Након што је стекао диплому уметности на Универзитету у Ферари, припремио се за упис на медицинску школу, пратећи стопе свог деде. У једном тренутку, међутим, одустао је од својих намера у погледу каријере.
У својим раним песмама изражава своју заокупљеност стањем Цркве и света. Почео је да пише поезију апокалиптичне предиспозиције, попут дела „О пропасти света“ (1472) и „О пропасти цркве“ (1475), у којима је издвојио папски суд у Риму као посебан говор. Отприлике у исто време сматра се да је размишљао о животу у религији. Како је касније испричао свом биографу, проповед коју је чуо од проповедника у Фаенци га је убедила да напусти свет. Већина његових биографа одбацује или игнорише извештај његовог млађег брата и следбеника, Маурелија (касније фра Мауро), да је Ђироламо у младости био одбијен од комшинице Лаудомије Строци, којој је предложио брак. Било да је то истина или не, у писму које је писао свом оцу када је отишао од куће да се придружи доминиканском реду, он наговештава да га муче телесне пожуде. Постоји и прича да је уочи одласка сањао да га је од таквих помисли очистио пљусак ледене воде, која га је припремила за испоснички живот. У недовршеној расправи коју је оставио за собом, касније названој „De contemptu Mundi“ или „О презиру света“, он позива читаоце да побегну из овог света прељубе, содомије, убистава и зависти.
Савонарола је проучавао Августина и Тому Аквинског. Такође је проучавао Свете списе и чак је учио делове напамет.
Још у младости био је преокупиран читањем Библије и Аристотела. Студирао је на универзитету у Ферари, где је изгледа дипломирао уметност. Антиклерикални став је показао већ са 20 година старости, када је написао песму о уништењу света. Почео је већ тада да развија морални став, па 1475. у својој песми, показује презир према римској курији, називајући је „лажном, поносном курвом“.
Постао је доминикански монах 1475. Уронио је у теолошка проучавања, најпре у Болоњи, па се после преместио и вратио у Болоњу, да би 1482. завршио у Фиренци. У то доба Савонарола је био јако лош говорник, тако да уопште није оставио никакав утисак, кад је 1487. напустио Фиренцу. Вратио се у Болоњу, где постаје магистар. У Фиренцу се враћа 1490. по молби грофа Пика дел Мирандоле.

## Увиђа корумпираност цркве
У то време католичка црква је била изузетно корумпирана и покварена. Папство је било препуно случајева личног неморала, а монаси су готово свуда продавали индулгенције, тј. опросте од грехова. Савонарола је био ожалошћен толиким греховима католичке цркве. Наставио је са проучавањима Библије и теолошких дела. Његова црква Св. Марка је била препуна света. Он је проповедао да хришћански живот значи бити добар, а не придржавати се претераних церемонија. Савонарола није желео да води рат са католичком црквом. Он је хтео да исправи неке грешке. Указивао је на неморал.
Пријашњи владар Фиренце и мецена многих ренесансних уметника Лоренцо Медичи био је пређашњи покровитељ и Савонароле. Лоренцо и његов син Пјетро Медичи постали су мета Савонаролиних проповеди.

## Владар Фиренце
Кад је свргнуо Медичије, Савонарола је постао владар Фиренце и успоставио је демократску републику, коју је описивао као „хришћанску и верску републику“. Једна од првих одлука је да содомија постане злочин кажњив смрћу. Главни непријатељи Савонароле су били војвода Милана и папа Александар VI. Папа је издао многе декрете против Савонароле, које је Савонарола игнорисао. Савонарола је био јако опасан за морално покварену цркву, јер је указивао на неморал, разврат и корупцију. Папа му је чак нудио место кардинала, само да престане са проповеда о неморалности.
Савонарола је 1497. организовао спаљивање свега што је било повезано са моралним слабљењем, а то су била огледала, козметика, паганске књиге, лепа одела, табеле за играње, радови неморалних песника. све је то спалио на тргу у Фиренци. Многа ренесансна дела из Фиренце су тада неповратно нестала, укључујући слике Сандра Ботичелија.
Након неког времена Фиренца се уморила од претераног моралног стезања, па се 4. маја 1497. скупине младих буне и отварају таверне и поново се јавно коцкају.

## Спаљен на ломачи као јеретик
Папа је предао Савонаролин случај доминиканцима, али они нису нашли да Савонарола говори било што погрешно. Папа је тражио начин да га утиша.
Папа Александар VI га екскомуницира 13. маја 1497. године. Пошто се опирао екскомуникацији, ухваћен је и обешен је и спаљен на истом месту, где је палио књиге и неморалне ствари. Оптужен је за јерес, давање лажних пророчанстава и религиозне грешке. Медичи су поново владали Фиренцом.
Савонарола је желио да очисти цркву од неморала. У 20. веку створен је покрет, посебно међу доминиканцима, да Савонарола постане светац. Језуити су били главни противници ове идеје.